# Liste der K-Toon-Sendungen
Die Liste der K-Toon-Sendungen enthält eine Aufzählung der Sendungen und Serien, die bei K-Toon vom Sendestart im Juli 1996 bis zur Einstellung im April 2003 ausgestrahlt wurden.

## Ausgestrahlte Sendungen nach Produktionsland
(Sender der Erstausstrahlung, falls diese nicht auf K-Toon erfolgte.)

### Australien
- Crocadoo – Die coolen Krokos kommen

### Deutschland
- Aquaman – Herrscher über die sieben Weltmeere
- Crocadoo – Die coolen Krokos kommen
- Ivanhoe (Der Kinderkanal)

### Frankreich
- Arsène Lupin, der Meisterdieb (Sat.1)
- Cliff Hanger (Kabel 1)
- Conan, der Abenteurer (Sat.1)
- Der Prinz von Atlantis (Nickelodeon)
- Draculie – der gruftstarke Vampir
- Dr. Pickels Horrorshow (Kabel 1)
- Ivanhoe (Der Kinderkanal)
- Michael Strogoff – Der Kurier des Zaren
- Orson & Olivia (Premiere)
- Robinson Sucroe (Nickelodeon)
- Sandokan – Der Tiger von Malaysia
- Sharky und George (RTL)

### Großbritannien
- Danger Mouse (Das Erste)
- Die Falltür (Super RTL)
- Die U-Bahn-Mäuse (Der Kinderkanal)
- Fantomcat
- Graf Duckula (Das Erste)
- Satirische Märchengeschichten von Wölfen, Hexen und Riesen

### Italien
- Calimero (ZDF)
- Sandokan – Der Tiger von Malaysia

### Japan
- Captain Future (ZDF)
- City Hunter – Die Abenteuer des Ryo Saeba
- Cyber Desperado
- Frau Pfeffertopf (RTL II)
- Metal Fighters (Premiere)
- Reideen
- Reporter Blues (ProSieben)
- Slayers
- Soul Hunter (Junior)
- Spezialeinheit Metal Jack
- ThunderCats (Sat.1)

### Kanada
- Beast Machines Transformers
- Der Prinz von Atlantis (Nickelodeon)
- Die Ritter der Schwafelrunde (Nickelodeon)
- Popcornia (Sat.1)
- Weird-Ohs (Sat.1)

### Niederlande
- Die Bluffers (Tele 5)

### Spanien
- Don Quixote (ZDF)
- Sylvan

### Tschechien
- Der kleine Maulwurf (ARD)
- Pat und Mat (ARD)

### Vereinigte Staaten
- Aaahh!!! Monster (Das Erste)
- Abbott und Costello (RTL II)
- Ace Ventura (ProSieben)
- Aeon Flux (MTV)
- Alf – Erinnerungen an Melmac (ProSieben)
- Alf im Märchenland (Sat.1)
- Alvin und die Chipmunks (Tele 5)
- Animaniacs (ProSieben)
- Aquaman – Herrscher über die sieben Weltmeere (Junior)
- Baggy Pants (ProSieben)
- Batman & Robin (ProSieben)
- Beavis und Butt-Head (RTL 2)
- Beetlejuice (Sat.1)
- Big Guy & Rusty
- Blackstar
- Bravestarr (Tele 5)
- Bruno, The Kid
- Bucky O’Hare (Sat.1)
- Captain Simian und die Weltraumaffen (Junior)
- Centurions (Kabel 1)
- Conan, der Abenteurer (Sat.1)
- Conan und seine tapferen Freunde (Sat.1)
- Cow & Chicken (ORF 1)
- Daria (MTV)
- Das Powerteam – Superman & Co. (Sat.1)
- Der Lone Ranger
- Dexters Labor (ProSieben)
- Die 13 Geister von Scooby-Doo
- Die Astro-Dinos (Sat.1)
- Die Baby Hubert Show (Junior)
- Die Biber Brüder (Nickelodeon)
- Die Biskitts (Tele 5)
- Die Enterprise (ZDF)
- Die fantastischen Abenteuer von Sindbad, dem Seefahrer (ProSieben)
- Die Fantastischen Vier (ProSieben)
- Die Fantastischen Vier mit neuen Abenteuern (RTL)
- Die Hollidays aus Rom (RTLplus)
- Die Jetsons (SR)
- Die Maske (Sat.1)
- Die Muppet Show (ZDF)
- Die neuen Abenteuer des He-Man (RTLplus)
- Die neuen Abenteuer von Jonny Quest (Junior)
- Die Peanuts (ZDF)
- Die Ren-&-Stimpy-Show (Nickelodeon)
- Die schrägen Geschichten von Felix the Cat (Junior)
- Dilbert
- Downtown
- Dudley und die Mounties
- Dumm und Dümmer (Pro 7)
- Dynodog, der Wunderhund (Kabel 1)
- Ein Elefant für alle Fälle (Kabel 1)
- Ein Fall für Batman (ProSieben)
- Ein Job für Superman (ProSieben)
- Extreme Ghostbusters (Sat.1)
- Fenn – Hong Kong Pfui (ZDF)
- Flash Gordon (ProSieben)
- Fleischklops & Spaghetti (hr-Fernsehen)
- Fliegende Männer in tollkühnen Kisten (RTL 2)
- Freakazoid! (ProSieben)
- Garfield (Das Erste)
- Godzilla – Die Serie
- Grimmy (Sat.1)
- He-Man and the Masters of the Universe (Tele 5)
- Im Reich der wilden Filme (Kabel 1)
- Jabberjaw (ProSieben)
- Jackie Chan Adventures (ProSieben)
- James Bond jr. (Sat.1)
- King of the Hill (MTV)
- Kriminalhund Murmel … bitte kommen! (ZDF)
- Liquid Television (ProSieben)
- Looney Tunes (ProSieben)
- Der Lone Ranger – Reiter mit der Maske
- Mäuse an der Macht (ProSieben)
- Mäusejagd und Katzenjammer (ZDF)
- Max Steel
- Meine kleine Tierwelt
- Monsterparty auf Schloß Blutenburg
- Mr. Magoo (Sat.1)
- Mister T (RTLplus)
- Oh Schreck, oh Graus: Die Supermaus (ProSieben)
- Oskar, die Supermaus (ZDF)
- Pandamonium (RTL 2)
- Paßt mal auf, wenn Vater kommt (ARD)
- Pinky & der Brain (ProSieben)
- Piraten unter dem Doppelmond (RTL)
- Police Academy (Sat.1)
- Projekt Geeker
- Road Rovers – Die Megahunde
- Scooby und Scrappy-Doo (Sat.1)
- She-Ra (Tele 5)
- Silverhawks – Die Retter des Universums (Sat.1)
- Space Ghost und Dino Boy (ProSieben)
- Starship Troopers – Der Kampf geht weiter
- Superman (ProSieben)
- Sylvester und Tweety (ProSieben)
- Taz-Mania (ProSieben)
- The Head
- The Maxx
- The New Scooby-Doo Movies (RTL)
- The Real Ghostbusters (Sat.1)
- ThunderCats (Sat.1)
- Tiny Toon Abenteuer (Premiere/ProSieben)
- Tom und Jerry (ZDF)
- Underdog
- Wacky Races (ProSieben)
- Waynehead – Echt cool, Mann! (ORF 1)
- Willkommen bei Kanal Umptee-3
- Z wie Zorro (RTL 2)

## Nachweis
- Sendungsliste von K-Toon bei fernsehserien.de